# گل (ترانه جیسو)
«گل» (کره‌ای: 꽃; لاتین‌نویسی اصلاح‌شده: Kkot; انگلیسی: Flower) نخستین تک‌آهنگ انفرادی از جیسو خواننده اهل کره جنوبی عضو گروه بلک‌پینک است. این تک‌آهنگ در ۳۱ مارس ۲۰۲۳ توسط وای‌جی انترتینمنت به عنوان تک‌آهنگ آغازین اولین آلبوم تک‌آهنگ من منتشر شد. این ترانه توسط وینس، تدی، کوش و وی‌وی‌ان نوشته شده‌است و آهنگسازی آن را کوش، وی‌وی‌ان و ۲۴ انجام داده‌اند.

## پیش‌زمینه و انتشار
پس از آغاز فعالیت انفرادی دیگر اعضای گروه بلک‌پینک، جنی، رزی و لیسا، توجه‌ها به سمت جیسو به عنوان آخرین عضوی که برای اولین بار به عنوان خواننده انفرادی فعالیتش را آغاز می‌کند، جلب شد. در ۲ ژانویه ۲۰۲۳، وای‌جی انترتینمنت تأیید کرد که جیسو در حال انجام ضبط موسیقی برای آلبوم تک‌آهنگ خود است و عکسبرداری‌های مربوط به جلد آلبوم به پایان رسیده‌است. در ۲۱ فوریه، وای‌جی انترتینمنت اعلام کرد که فیلم‌برداری موزیک ویدئوی جیسو در یک مکان فوق سری در خارج از کشور در حال انجام است و بیشترین بودجه‌ای را دارد که تاکنون وای‌جی برای موزیک ویدئوهای بلک‌پینک هزینه کرده‌است. در ۵ مارس، تیزرهایی در حساب‌های رسمی بلک‌پینک در رسانه‌های اجتماعی منتشر شد و تأیید شد که این آلبوم در ۳۱ مارس ۲۰۲۳ منتشر خواهد شد.در ۱۹ مارس، اعلام شد که تک‌آهنگ آغازین این آلبوم «گل» خواهد بود و یک تیزر پوستر با هانگول این نام در شکل یک گل منتشر شد.

## تاریخچه انتشار
| مختلف | تاریخ        | فرمت                  | ناشر            |
| ----- | ------------ | --------------------- | --------------- |
| مختلف | ۳۱ مارس ۲۰۲۳ | دانلود دیجیتال استریم | وای‌جی اینترسکوپ |